# Bandfische

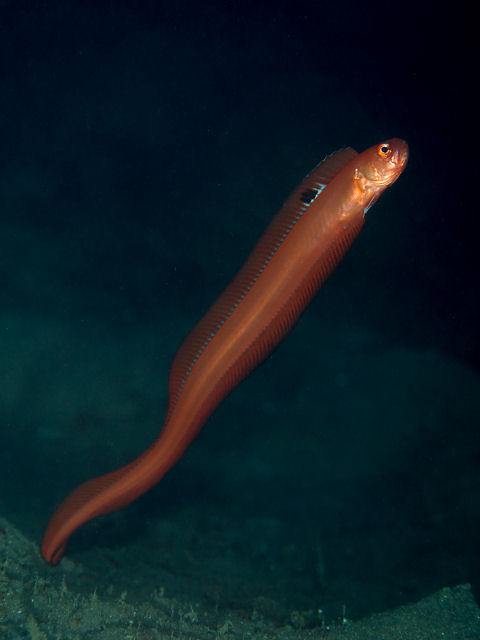
Acanthocepola limbata

Die Bandfische (Cepolidae) sind eine Familie der Barschverwandten (Percomorphaceae). Die meist roten oder rosafarbenen Fische leben im östlichen Atlantik und im Indopazifik über schlammigen und sandigen Böden.

## Merkmale
Bandfische werden 10 bis 80 Zentimeter lang und sind gewöhnlich rötlich oder rosa. Ihre Rückenflosse ist durchgehend und hat keinen oder bis vier Flossenstacheln, üblicherweise drei. Die Afterflosse hat keinen oder bis zwei Flossenstacheln. Die Kiefer sind mit kleinen Zähnen besetzt. Pflugscharbein und Gaumenbein sind zahnlos. Die Zahl der Branchiostegalstrahlen liegt bei sechs. Die Seitenlinie verläuft dicht unterhalb der Rückenflossenbasis.
Alle Bandfische ernähren sich von Zooplankton. Sie legen pelagische Eier.

## Systematik
Es gibt zwei Unterfamilien, drei Gattungen und 44 Arten:
- Unterfamilie Cepolinae, aalartig langgestreckte und seitlich stark abgeflachte Körper mit einem Flossensaum, der aus den zusammengewachsenen Rücken-, After- und Schwanzflossen gebildet wird. Rücken- und Afterflosse mit mehr als 51 Flossenstrahlen. Schuppen winzig. 48 bis 79 Wirbel.
  - Gattung Acanthocepola
    - Acanthocepola abbreviata (Valenciennes, 1835)
    - Acanthocepola indica (Day, 1888)
    - Acanthocepola krusensternii (Temminck & Schlegel, 1845)
    - Acanthocepola limbata (Valenciennes, 1835)

  - Gattung Cepola Cepola schlegelii
    - Cepola australis Ogilby, 1899
    - Cepola haastii (Hector, 1881)
    - Cepola macrophthalma (Linnaeus, 1758)
    - Cepola pauciradiata Cadenat, 1950
    - Cepola schlegelii Bleeker, 1854

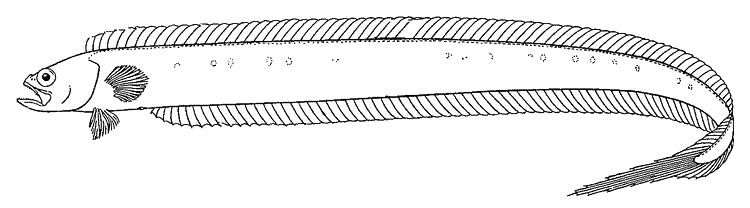
Cepola schlegelii

- Unterfamilie Owstoniinae, Rücken-, After- und Schwanzflosse getrennt. Rücken- und Afterflosse mit weniger als 32 Flossenstrahlen. Schwanzflosse lang ausgezogen. 27 bis 33 Wirbel. Leben in tiefem Wasser.
  - Gattung Owstonia[1]
    - Owstonia ainonaka Smith-Vaniz & Johnson, 2016Owstonia sibogae
    - Owstonia contodon Smith-Vaniz & Johnson, 2016
    - Owstonia crassa Smith-Vaniz & Johnson, 2016
    - Owstonia dispar Smith-Vaniz & Johnson, 2016
    - Owstonia dorypterus (Fowler, 1934)
    - Owstonia elongata Smith-Vaniz & Johnson, 2016
    - Owstonia fallax Smith-Vaniz & Johnson, 2016
    - Owstonia geminata Smith-Vaniz & Johnson, 2016
    - Owstonia grammodon (Fowler, 1934)
    - Owstonia hastata Smith-Vaniz & Johnson, 2016
    - Owstonia hawaiiensis Smith-Vaniz & Johnson, 2016
    - Owstonia ignota Smith-Vaniz & Johnson, 2016
    - Owstonia kamoharai Endo, Liao & Matsuura, 2015
    - Owstonia lepiota Smith-Vaniz & Johnson, 2016
    - Owstonia maccullochi Whitley, 1934

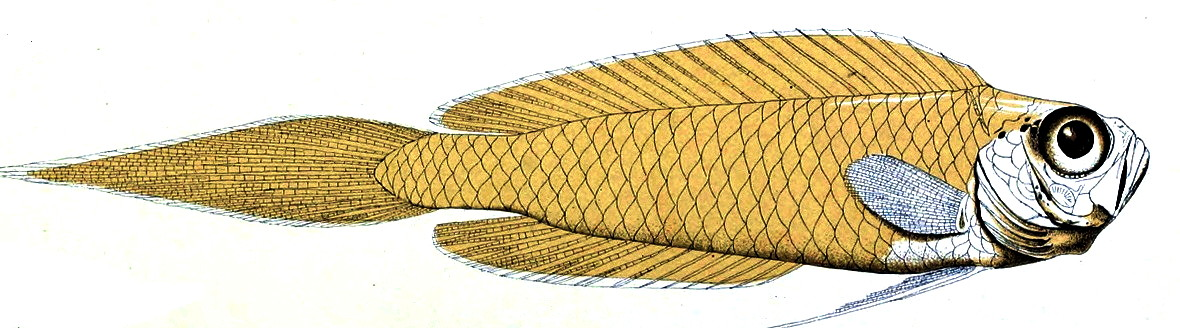
Owstonia sibogae

    - Owstonia macrophthalmus (Fourmanoir, 1985)
    - Owstonia melanoptera Smith-Vaniz & Johnson, 2016
    - Owstonia merensis Smith-Vaniz & Johnson, 2016
    - Owstonia mundyi Smith-Vaniz & Johnson, 2016
    - Owstonia nalani Smith-Vaniz & Johnson, 2016
    - Owstonia nigromarginatus (Fourmanoir, 1985)
    - Owstonia nudibucca Smith-Vaniz & Johnson, 2016
    - Owstonia pectinifer (Myers, 1939)
    - Owstonia psilos Smith-Vaniz & Johnson, 2016
    - Owstonia raredonae Smith-Vaniz & Johnson, 2016
    - Owstonia rhamma Smith-Vaniz & Johnson, 2016
    - Owstonia sarmiento Liao, Reyes & Shao, 2009
    - Owstonia scottensis Smith-Vaniz & Johnson, 2016
    - Owstonia sibogae (Weber, 1913)
    - Owstonia similis Smith-Vaniz & Johnson, 2016
    - Owstonia simoterus (Smith, 1968)
    - Owstonia taeniosoma (Kamohara, 1935)
    - Owstonia tosaensis Kamohara, 1934
    - Owstonia totomiensis Tanaka, 1908
    - Owstonia weberi (Gilchrist, 1922)

## Lebensweise
Die Bandfische der Unterfamilie Cepolinae leben solitär oder in kleinen Gruppen, ähnlich wie Röhrenaale und Kieferfische in selbstgegrabenen Wohnröhren im Meeresboden. Die Röhren werden vor allem in schlammigen, von Muschelgrus oder Kies bedeckten Böden gebaut. Bandfische ernähren sich von kleinen, planktonischen Krebstieren, bentisch lebende Wirbellose werden nicht gefressen.
Da sie vor allem unterhalb der von Tauchern aufgesuchten Wassertiefen leben, werden Bandfische kaum einmal gesehen. In vielen Gebieten sind sie aber häufig, werden kommerziell befischt und auf Märkten angeboten.